# Kirkpatrick-Gletscher
Der Kirkpatrick-Gletscher ist ein küstennaher Gletscher im westantarktischen Marie-Byrd-Land. Er fließt in westlicher Richtung entlang der Südseite der McDonald Heights und mündet in die Ostflanke des Hull-Gletschers.
Der United States Geological Survey kartierte ihn anhand eigener Vermessungen und Luftaufnahmen der United States Navy zwischen 1959 und 1965. Das Advisory Committee on Antarctic Names benannte ihn 1974 nach Thomas W. Kirkpatrick von der United States Coast Guard, Schiffsoffizier der Unterstützungseinheiten der United States Navy bei den Operations Deep Freeze von 1971 bis 1972 und von 1972 bis 1973.